# Gare de Vittel
Gare de Vittel vasútállomás Franciaországban, Vittel településen.

## Vasútvonalak
Az állomást az alábbi vasútvonalak érintik:
- Merrey–Hymont - Mattaincourt-vasútvonal

## Kapcsolódó állomások
A vasútállomáshoz az alábbi állomások vannak a legközelebb:
- Gare d’Hymont - Mattaincourt
- Gare de Contrexéville